# Ферпост, Оскар
Оскар Ферпост (нидерл. Oscar Verpoest; 27 декабря 1922, Антверпен — 16 декабря 2007, Брассхаат) — сильнейший бельгийский шашист в истории Бельгии. Международный мастер (MI) и национальный гроссмейстер Бельгии. Добился лучшего результата среди бельгийских шашистов — бронза на чемпионате Европы (1977) и 4-е место на чемпионате мира (в 1948 году). Участник 9 чемпионатов мира. В турнире претендентов 1959 года занял второе место. Первый чемпион мира по международным шашкам в заочной игре.
Ферпост выиграл свой первый национальный титул в 1947 году. В общей сложности он выиграл 19 бельгийских титулов.
Оскар попал в аварию 11 декабря 2007, когда его мопед (по другой версии электрический велосипед) столкнулся с открытой дверцей автомобиля. После перелома костей черепа и падения он потерял много крови и скончался пять дней спустя в больнице города Брассхаат.
Похоронен 21 декабря 2007 года в своем родном городе Putte.
Его брат Гуго Ферпост — известный шашист из Антверпена, многократный чемпион Бельгии, второй чемпион мира по международным шашкам в заочной игре.

## Титулы
- Чемпион Бельгии 1947, 1949, 1951—1956, 1958—1959, 1969, 1972, 1975—1977, 1983—1984, 1989 и 1991 годов.
- Чемпион Бельгии Блиц 1969, 1971—1972, 1975—1977, 1981, 1983, 1986 и 1989.
- Бронза чемпионата Европы 1977 (Брюссель).